# Tamás Gáspár
Tamás Gáspár [ˈtɒmaːʃ ˈgaːʃpaːr] (* 19. Juli 1960 in Budapest) ist ein ehemaliger ungarischer Ringer.

## Werdegang
Tamás Gáspár stammt aus Budapest und begann bereits im Alter von sechs Jahren mit dem Ringen. Bei Ferencváros Budapest, einem ungarischen Spitzenclub, machte er gute Fortschritte, gehörte bereits im Jugend- und Juniorenbereich zu den besten Ringern der Welt und gewann 1979 und 1980 bei internationalen Junioren-Welt- und Europameisterschaften Medaillen. Ab 1979 wurde der 1,87 m große Athlet auch bei den Senioren eingesetzt, musste aber zunächst erkennen, dass dort der Weg an die Spitze hart ist. Er schaffte aber den Sprung an die Spitze, denn er wurde 1984 Europameister und 1986 Weltmeister im griechisch-römischen Stil, dem Stil, dem er sich ausschließlich widmete. Wegen des Olympiaboykotts der Ostblockstaaten konnte er nicht an den Olympischen Spielen 1984 in Los Angeles teilnehmen. Er war zu diesem Zeitpunkt auf der Höhe seines Könnens.
Nach Beendigung seiner aktiven Ringerlaufbahn trat er in die Dienste des ungarischen Ringerverbandes und ist heute dessen Vizepräsident. Für seine Verdienste um den Ringersport wurde er im September 2013 in die FILA International Wrestling Hall of Fame aufgenommen.

## Internationale Erfolge
(OS = Olympische Spiele, WM = Weltmeisterschaft, EM = Europameisterschaft, GR = griech.-röm. Stil, S = Schwergewicht, damals bis 100 kg Körpergewicht)
- 1979, 2. Platz, Junioren(Espoirs)-WM, GR, S, hinter Waleri Sakolajew, UdSSR und vor Zeko Popow, Bulgarien;
- 1979, 4. Platz, EM in Bukarest, GR, S, mit Siegen über Allan Karning, Dänemark und Oldřich Dvořák, Tschechoslowakei und Niederlagen gegen Nikolai Balboschin, UdSSR und Vasile Andrei, Rumänien;
- 1979, 9. Platz, WM in San Diego/USA, GR, S, nach Niederlagen gegen Roman Bierła, Polen und Brad Rheingans, USA;
- 1980, 1. Platz, Junioren-EM in Bursa, GR, S, vor Wjatscheslaw Klimenko, UdSSR und Tomas Johansson, Schweden;
- 1980, 8. Platz, OS in Moskau, GR, S, nach Niederlagen gegen Balboschin und Georgi Rajkow, Bulgarien;
- 1981, 8. Platz, EM in Göteborg, GR, S, nach Niederlagen gegen Roman Wrocławski, Polen und Andrej Dimitrow, Bulgarien;
- 1981, 2. Platz, WM in Oslo, GR, S, mit Siegen über Dimitrow, Christer Gulldén, Schweden, Roman Wrocławski und einer Niederlage gegen Michail Saladse, UdSSR;
- 1982, 1. Platz, Weltpokal in Budapest, GR, S, vor Sergei Golubowitsch, UdSSR, Greg Gibson, USA und Vasile Andrei;
- 1982, 5. Platz, EM in Warna, GR, S, hinter Dimitrow, Nikolai Inkow, UdSSR, Josef Tertelj, Jugoslawien, Vasile Andrei und vor Bojko, ČSSR;
- 1983, 2. Platz, WM in Budapest, GR, S, hinter Dimitrow und vor Wiktor Awdyschew, UdSSR, Vasile Andrei, Georgios Pikilidis, Griechenland und Tertelj;
- 1984, 1. Platz, EM in Jönköping, GR, S, mit Siegen über Karl Gustavsson, Schweden, Hans Lüthi, Schweiz, Balboschin und Thomas Horschel, DDR;
- 1985, 2. Platz, WM in Kolbotn/Norwegen, GR, S, hinter Dimitrow und vor Anatoli Fedorenko, UdSSR, Vasile Andrei, Josef Tertelj und Roman Bierła;
- 1986, 1. Platz, WM in Budapest, GR, S, vor Fedorenko, Ilja Wassilew, Bulgarien, Gerhard Himmel, BR Deutschland und Pikilidis;
- 1986, 3. Platz, Weltpokal in Oak Lawns/USA, GR, S, hinter Igor Kanygin, UdSSR und Dennis Koslowski, USA und vor Héctor Milián, Kuba

## Ungarische Meisterschaften
Tamás Gáspár wurde 1979, 1981, 1982, 1983, 1984, 1985, 1986 und 1988 ungarischer Meister im Schwergewicht im griechisch-römischen Stil.